# Sciophila silvatica
Sciophila silvatica är en tvåvingeart som beskrevs av Plotnikova 1962. Sciophila silvatica ingår i släktet Sciophila och familjen svampmyggor. Inga underarter finns listade i Catalogue of Life.